# Fekete-fehér, igen-nem
A Fekete-fehér, igen-nem (eredeti cím: Grassroots) 2012-ben bemutatott amerikai filmvígjáték-dráma, melyet Stephen Gyllenhaal írt és rendezett. A főbb szerepekben Jason Biggs és Joel David Moore látható.

## Cselekmény
A film Phil Campbell újságíró történetét meséli el, aki munkája elvesztése után Grant Cogswell politikai kampányának vezetője lesz. Grant  Phil lelkes barátja, akit szenvedélye és elszántsága arra ösztönöz, hogy jelöltesse magát a Seattle-i Városi Tanács tagjának. Grant Richard McIver politikai ellenfele lesz, és bár McIvernek több pénze és támogatója van, Grant vak szenvedélyével és Phil stratégiájával felvértezve méltó kihívóvá teszi őt.

## Szereplők
| Szerep          | Színész                | Magyar hang       |
| --------------- | ---------------------- | ----------------- |
| Phil Campbell   | Jason Biggs            | Előd Álmos        |
| Grant Cogswell  | Joel David Moore       | Előd Botond       |
| Emily Bowen     | Lauren Ambrose         | Nemes Takách Kata |
| Clair           | Cobie Smulders         | Vági Viktória     |
| Tommy           | Tom Arnold             | Németh Gábor      |
| Theresa Glendon | Emily Bergl            | Mezei Kitty       |
| Nick Ricochet   | Todd Stashwick         | Kőszegi Ákos      |
| Richard McIver  | Cedric the Entertainer | Maday Gábor       |
| Wayne           | DC Pierson             | Szalay Csongor    |
| Jim Tripp       | Christopher McDonald   | Szokol Péter      |